# براح

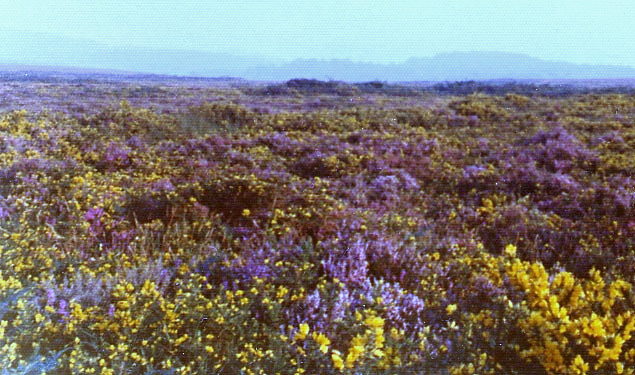
براح في وودي كومون، ديفون (إنجلترا)، ويضم زهور أرجوانية من فصيلة CALLUNA الشائعة، والزهور الصفراء الجولق gallii

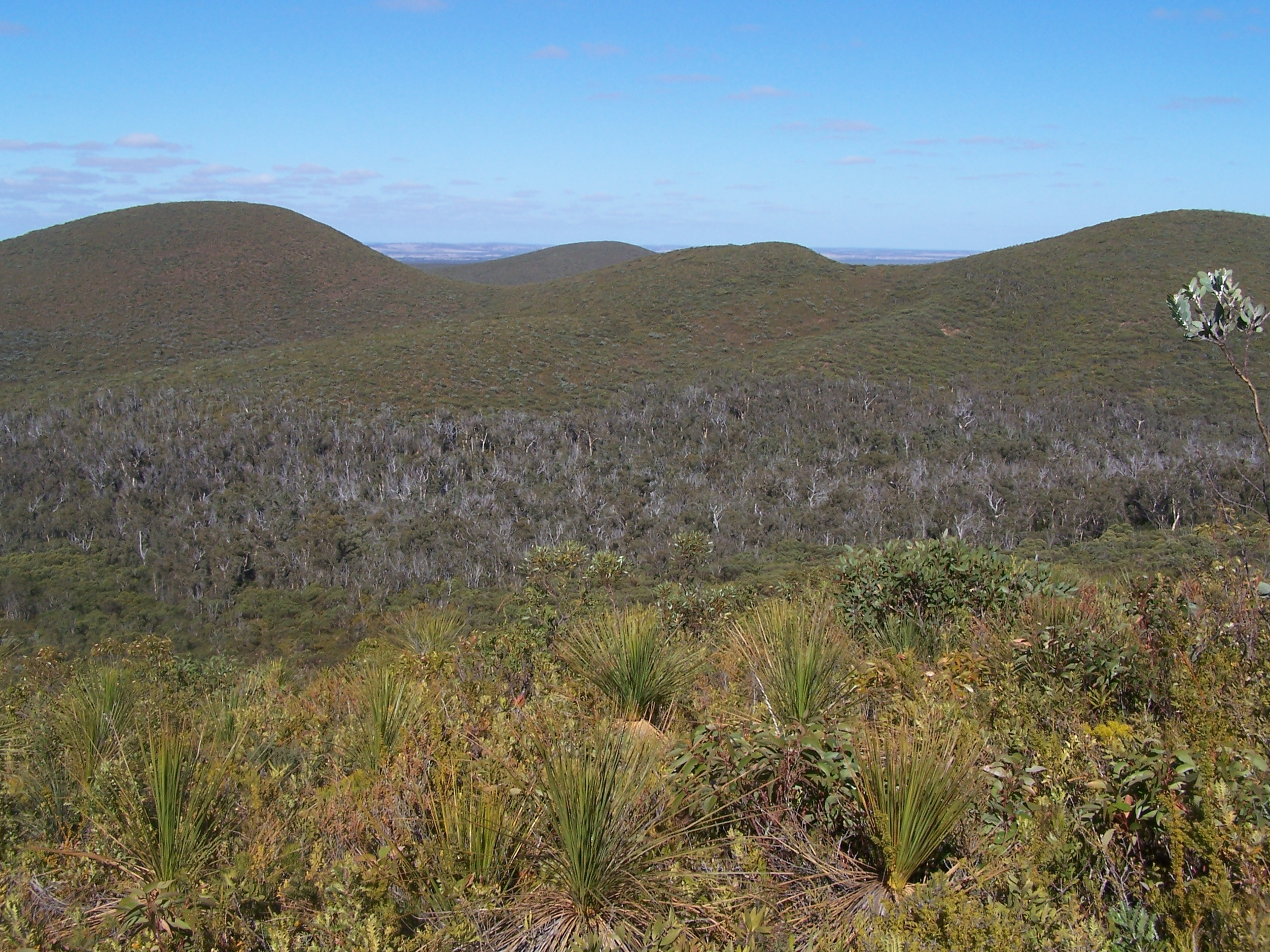
براح في Stirling Range، غرب أستراليا، مع dieback-infested valley in the mid ground

البَرَاح أو الأرض الحراجية هو موطن أعياص يوجد أساساً في التربة البور الحمضية، ويتميز بنمو نباتات قصيرة.
أما (Moorland) فهي براح لكنها مرتفعة، وذات مناخ أكثر برودة ورطوبة، خاصة في الجزر البريطانية.
البراح موجودة على نطاق واسع في جميع أنحاء العالم لكنها تختفي بسرعة، وتعتبر موئلاً نادراً في أوروبا  وهي تشكل مجتمعات واسعة ومتنوعة للغاية في جميع أنحاء أستراليا في المناطق الرطبة وشبه الرطبة. ويلزم أنظمة النار مع تكرار الحرق لصيانة البراح. وأراضي موجودة أيضاً جنوبي أفريقيا بتنوع أكثر لكن اقل انتشاراً. ويمكن أيضاً أن نجدها في كاليفورنيا تشاب باريل، كاليدونيا الجديدة، وسط شيلي وعلى طول شواطئ البحر الأبيض المتوسط. بالإضافة إلى أماكن متفرقة في جميع القارات باستثناء القارة القطبية الجنوبية.

## الخصائص

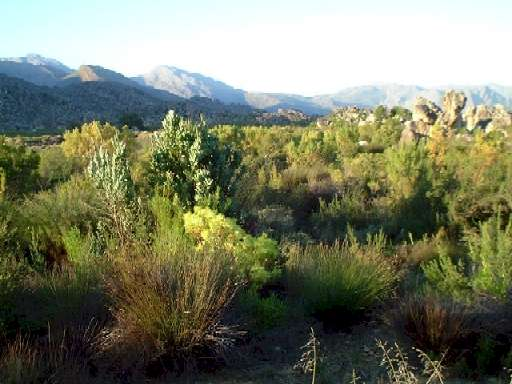
فنبوس براح، جنوب أفريقيا

يوجد البراح حيث الظروف المناخية دافئة وجافة، وخاصةً في فصل الصيف، والتربة حمضية، مع انخفاض الخصوبة، وغالباً رملية. أما أراضي المغيض فتوجد حيث التجفيف أقل، ولكن عادة ما يكون مداها صغير. ويهيمن على البراح الشجيرات المنخفضة، بطول من عشرين سم إلى 2 متر.